# ロス・アンド・クロマーティ統監
ロス・アンド・クロマーティ統監（ロス・アンド・クロマーティとうかん、英語: Lord Lieutenant of Ross and Cromarty）は、イギリスの官職。
統監の1つで、ロス・アンド・クロマーティを担当する。
1889年地方政府(スコットランド)法第39条によりロスシャーとクロマーティシャーがロス・アンド・クロマーティに統合されたことで、ロスシャー統監とクロマーティシャー統監もロス・アンド・クロマーティ統監に統合された。

## 一覧
- 1892年 – 1899年：第6代準男爵サー・ケネス・スミス・マッケンジー（英語版）[2]
  - ロスシャー統監より続投[2]
- 1899年7月7日 – 1935年12月15日：第11代準男爵サー・ヘクター・マンロー（英語版）[2]
- 1936年4月24日 – 1955年：第8代準男爵サー・ヘクター・マッケンジー[2]
- 1955年11月3日 – 1964年：リチャード・ニュージェント・オコンナー（英語版）[2]
- 1964年8月29日 – 1968年：サー・ジョン・スターリング（英語版）[2]
- 1968年10月9日 – 1976年8月20日：アレグザンダー・フランシス・マセソン[2]
- 1977年2月1日 – 1988年：サー・ジョン・オスラー・チャットロック・ヘイズ（英語版）[2]
- 1988年6月29日 – 2007年：ロデリック・ウィリアム・ケネス・スターリング[2][3]
- 2007年6月2日 – 2019年7月12日：ジャネット・マーガレット・ボーウェン[3][4]
- 2019年7月12日 – ：ジョーニー・ホワイトフォード[4]